# Saint-Pierre (Reunion)
Saint-Pierre – miasto w Reunionie (departamencie zamorskim Francji); na wyspie Reunion; nad Oceanem Indyjskim. Według danych INSEE w 2019 roku liczyło 85 878 mieszkańców. Główny ośrodek południowej części wyspy; centrum handlowe regionu rolniczego; produkcja cukru, rumu, wanilii, konserw; port rybacki; kąpieliska morskie. Trzecie co do wielkości miasto Reunionu.